# Malesch
Albums de Agitation Free
Second
(1973)
Malesch est le premier album du groupe de rock progressif et space rock de allemand Agitation Free, sorti en 1972 sur le label Vertigo Records.

## Présentation
Il est réédité sur CD en 1992 par le label Spalax et en 2002 par le label Garden of Delights et encore en 2008 par Revisited Records.
L'album a été inspiré par les voyages du groupe à travers l'Égypte, la Grèce et Chypre.
Il est composé en 1972 pendant une tournée en Égypte, au Liban et en Grèce à l'initiative de l'institut Goethe de Berlin.

## Liste des titres
Toutes les chansons sont écrites et composées par Agitation Free.
| A1. | You Play for Us Today | 6:15 |
| A2. | Sahara City           | 7:52 |
| A3. | Ala Tul               | 4:58 |

| Face B | Face B          | Face B | Face B | Face B | Face B | Face B | Face B | Face B | Face B |
| No     | Titre           | Durée  |        |        |        |        |        |        |        |
| ------ | --------------- | ------ | ------ | ------ | ------ | ------ | ------ | ------ | ------ |
| B1.    | Pulse           | 4:51   |        |        |        |        |        |        |        |
| B2.    | Khan El Khalili | 5:34   |        |        |        |        |        |        |        |
| B3.    | Malesch         | 8:25   |        |        |        |        |        |        |        |
| B4.    | Rücksturz       | 2:12   |        |        |        |        |        |        |        |
| 40:07  |                 |        |        |        |        |        |        |        |        |

| Titre bonus - Réédition CD (Revisited Records, SPV GmbH, 1er août 2008) | Titre bonus - Réédition CD (Revisited Records, SPV GmbH, 1er août 2008) | Titre bonus - Réédition CD (Revisited Records, SPV GmbH, 1er août 2008) | Titre bonus - Réédition CD (Revisited Records, SPV GmbH, 1er août 2008) | Titre bonus - Réédition CD (Revisited Records, SPV GmbH, 1er août 2008) | Titre bonus - Réédition CD (Revisited Records, SPV GmbH, 1er août 2008) | Titre bonus - Réédition CD (Revisited Records, SPV GmbH, 1er août 2008) | Titre bonus - Réédition CD (Revisited Records, SPV GmbH, 1er août 2008) | Titre bonus - Réédition CD (Revisited Records, SPV GmbH, 1er août 2008) | Titre bonus - Réédition CD (Revisited Records, SPV GmbH, 1er août 2008) |
| No                                                                      | Titre                                                                   | Durée                                                                   |                                                                         |                                                                         |                                                                         |                                                                         |                                                                         |                                                                         |                                                                         |
| ----------------------------------------------------------------------- | ----------------------------------------------------------------------- | ----------------------------------------------------------------------- | ----------------------------------------------------------------------- | ----------------------------------------------------------------------- | ----------------------------------------------------------------------- | ----------------------------------------------------------------------- | ----------------------------------------------------------------------- | ----------------------------------------------------------------------- | ----------------------------------------------------------------------- |
| 8.                                                                      | Music Factory (live)                                                    | 15:15                                                                   |                                                                         |                                                                         |                                                                         |                                                                         |                                                                         |                                                                         |                                                                         |
| 55:21                                                                   |                                                                         |                                                                         |                                                                         |                                                                         |                                                                         |                                                                         |                                                                         |                                                                         |                                                                         |